# Никонов, Евгений Александрович
Евге́ний Алекса́ндрович Ни́конов (18 декабря 1920, село Васильевка, Самарская губерния — 19 августа 1941, Харку, Эстонская ССР) — моряк, краснофлотец, Герой Советского Союза.

## Биография
Евгений Александрович Никонов родился в 1920 году в селе Васильевка (ныне — в Ставропольском районе Самарской области) в семье русских крестьян.
Родители — Александр Фёдорович Никонов и Ксения Фроловна Сорокина. Отец участвовал в Первой мировой войне, затем в Гражданской войне. Служил в 25-й Чапаевской дивизии, был ранен в боях за Бугульму, находился на излечении в Нижнем Новгороде, после чего вернулся на родину.
Кроме Евгения в семье было ещё трое детей: Анна (1912 г.р.), Виктор (1915 г.р.), Анатолий (1921 г.р.).
Во время голода в Поволжье 1921—1922 годах умерли Анатолий и мать, Ксения Фроловна. Отец вторично женился, но в 1924 году скончался от последствий полученных ранений. За осиротевшими детьми присматривала сначала соседка, затем двоюродный дядя Николай. С шести лет Евгению пришлось работать, он трудился в колхозе подпаском. Переболел оспой, в 1929 году пошёл в первый класс васильевской школы.
В 1931 году во время очередного голода старший брат Виктор перебрался в Нижний Новгород, где строился Горьковский автозавод. Через год по его приглашению на теплоходе «Урицкий» в Горький поехали и Анна с Евгением.
Жили в Сормово, в бараке на улице Альпинистов (ныне Никонова), Анна работала уборщицей, затем на заводе № 92, Виктор на лесопилке, Евгений пошёл в третий класс фабрично-заводской семилетней школы № 3 имени Крупской. Окончил школу и фабрично-заводское училище, поступил учеником токаря на завод № 92 «Новое Сормово», производивший артиллерийские орудия. Стал токарем, получил третий разряд.
По воспоминаниям знавших Евгения в ту пору, имеющимся в музеях, Евгений был хорошим товарищем. Был начитан, любил историю, был инициатором создания драмкружка при жилуправлении. Занимался спортом, хорошо играл в городки, очень хорошо плавал, однажды спас жизнь тонувшему другу.
В 1939 году Евгений Никонов написал заявление с просьбой зачислить его в ряды Военно-морского флота СССР.
С 11 ноября 1939 года зачислен на воинскую службу, с 23 ноября проходил обучение в школе оружия им. И. Сладкова Кронштадтского учебного отряда на артиллерийского электрика. Был направлен на практику на лидер эсминцев «Минск» в БЧ-3 торпедным электриком. После окончания обучения, 21 декабря 1940 года, был зачислен на лидер. Был в походе в Таллин, Ригу, Либаву. Затем принимал участие в ремонте корабля. Никонову как бывшему токарю пришлось поработать на станке в механическом цехе.

### Плен и гибель
Участник Великой Отечественной войны с июня 1941 года. Участвовал в обороне Таллина. 19 августа 1941 года боец отряда обороны главной базы Балтийского флота краснофлотец Никонов (вместе с двумя другими бойцами) был отправлен в разведку за линию фронта. При выполнении задания по разведке расположения войск противника в районе города Кейла получил в бою тяжёлое ранение и в бессознательном состоянии был схвачен врагом.

#### Официальная советская и российская версия

Агитплакат 1942 года. Художники В. Иванов и О. Бурова. Подвиг широко известен, но имени матроса пока нет

В советское время однозначно утверждалось, что Никонов попал в плен к немцам. Согласно утверждениям современных российских исследователей, отряду моряков противостоял батальон разведывательно-диверсионной группы абвера «Эрна», состоявший из эстонцев. Отряд под командованием оберштурмбанфюрера СС Ганса Хирвелаана принимал участие в операции абвера «Плутон» по захвату ценностей Госбанка  в Таллине. В группе были эстонские солдаты, одетые в форму бойцов Красной армии, и солдаты СС. Пленный матрос представлял большую удачу для диверсионного отряда. Благодаря ему возможно было узнать расположение и численность советских войск. Однако Евгений Никонов отказался отвечать на все вопросы. Его подвергли пыткам, но и это не дало результата. Тогда его привязали к дереву, облили бензином и заживо сожгли. Советские моряки отбили хутор, нашли тела погибших моряков, среди которых было и исколотое штыками, с выколотыми глазами обугленное тело Евгения Никонова.
Политрук Григорий Шевченко, находившийся в отряде, отбившем тела погибших моряков, и опознавший Никонова, в том бою был тяжело ранен в ногу, перенёс ампутацию, долго скитался по госпиталям. Его донесение о подвиге Никонова погибло в море. Но он был не единственным, знавшим о подвиге. Уже в 1941 году на кораблях Балтийского флота появилась листовка, нарисованная фронтовым корреспондентом, с изображением казни неизвестного матроса — «Запомни и отомсти!». Весной 1943 года листовка попала в руки Шевченко, благодаря которому и стало известным имя героя. В новом издании плаката политуправления Балтийского флота уже были подробно изложены обстоятельства гибели Никонова и сказано о присвоении его имени торпедному аппарату лидера «Минск».
В 1956 году Горьковский обком комсомола обратился с ходатайством о присвоении Евгению Никонова звания Героя Советского Союза посмертно. Звание было присвоено указом Президиума Верховного Совета СССР 3 сентября 1957 года.

#### Версия эстонских историков
Документальных подтверждений подвига Никонова нет. Известно, что 19 августа 1941 года, в предполагаемый день расстрела, немецких войск в Харку не было. По одним данным, уже в конце 1941 года, а по другим — в 1942 году, на кораблях Балтийского флота появился разработанный художниками Виктором Ивановым и Ольгой Буровой флаер с названием  «Запомни и отомсти!», на которой был изображен матрос с теплохода «Минск», привязанный к дереву и подожжённый. В 1943 году листовка попала в руки политрука Григория Шевченко, который узнал по рисунку знакомого ему Евгения Никонова. История героической гибели Никонова, основанная на словах Шевченко и иллюстрированная плакатом, впервые была опубликована 26 марта 1943 года в газете «Красный Балтийский флот». Информация о смерти Никонова была занесена в базу данных павших только 24 апреля 1943 года, то есть уже после того, как история подвига была уже опубликована. Позже в России был найден ветеран войны по имени Евгений Никонов, который действительно участвовал в обороне Таллина в 1941 году. Говорят, что этот ветеран посетил Таллин в связи с Олимпийской регатой в 1980 году и даже посетил могилу своего имени, а позже (теперь как одноименный родственник) также участвовал в перезахоронении останков в России.
Указанные обстоятельства вызвали серьезные опасения в том, что вся героическая история является пропагандистским вымыслом, призванным сгладить серьёзные неудачи Красной армии в обороне и эвакуации из Таллина в 1941 году и героизировать наследие Великой Отечественной войны в советском обществе (в том числе в Эстонской ССР), подчеркнуть личный героизм советских солдат и бесчеловечность противников. Также в начале войны, по крайней мере с эстонской стороны и со стороны вермахта, не было известно о применении подобных садистских методов допроса. Также сомнительно, что от рядового моряка можно было бы получить важную информацию об обороне Таллина или тем более об активах госбанка, как утверждали российские авторы.

## Могила

Памятник Никонову в Таллине, снесённый в 1991 году

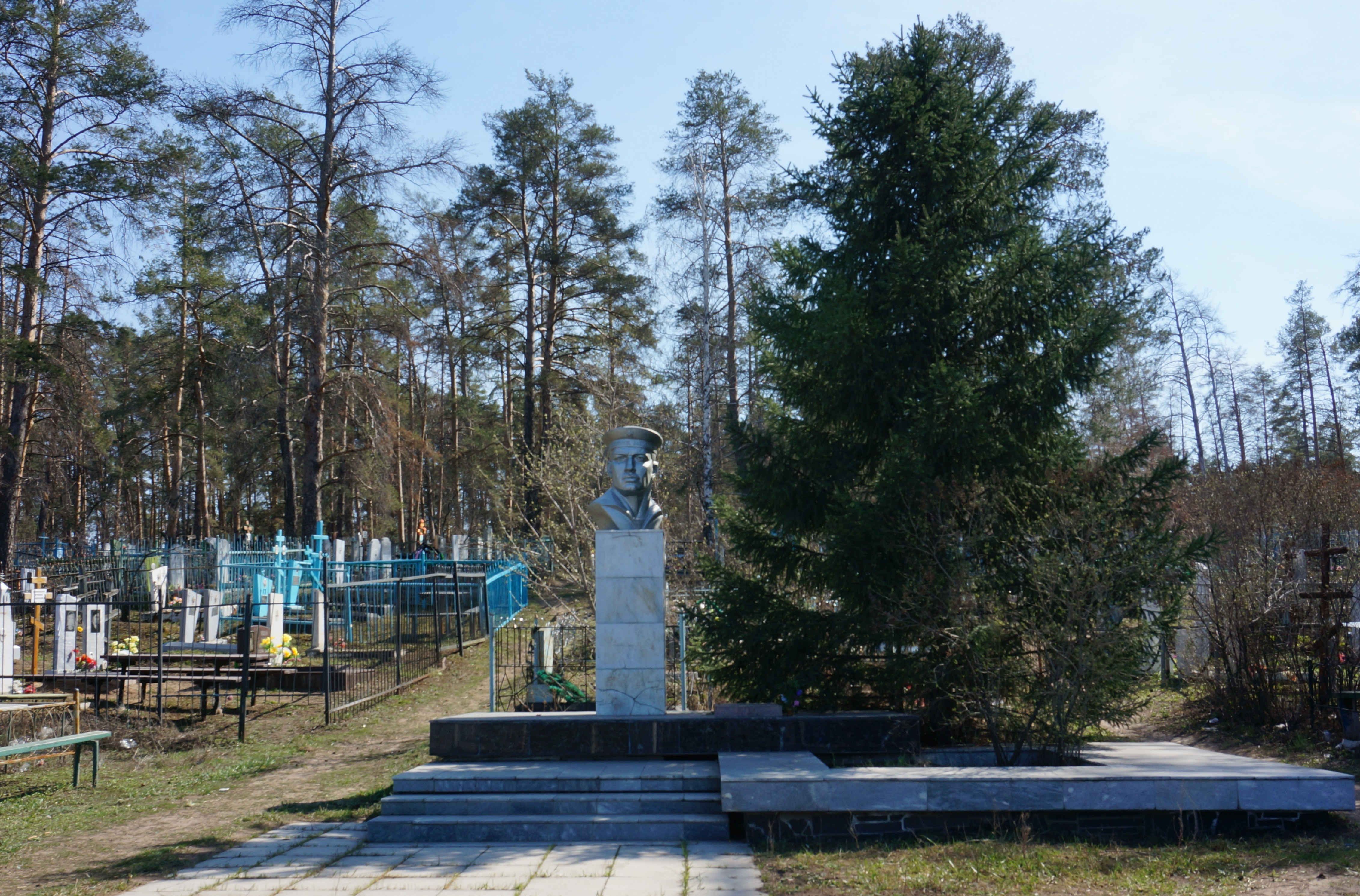
Могила Евгения Никонова в Васильевке

Первоначально Евгений Никонов был похоронен на месте гибели, хуторе Харку в Эстонской ССР. В 1950-х годах останки Никонова были торжественно перезахоронены в парке таллинского микрорайона Кадриорг, на берегу моря; в 1960 году на могиле был установлен памятник, а на месте гибели была установлена мемориальная плита.
После восстановления независимости Эстонии памятник был разрушен, плита с понумента исчезла. Это был один из первых случаев осквернения могил советских солдат, поэтому о нём стало широко известно. Инициативу тольяттинских ветеранов Великой Отечественной войны о перезахоронении праха героя на родине поддержало командование Балтийского флота. 5 мая 1992 года военно-транспортным самолётом прах Евгения Александровича Никонова был доставлен в Нижний Новгород. В аэропорту его встречали ветераны войны и труда, представители Нижегородской городской администрации, школы № 68, родственники, среди которых и внучатый племянник Героя — также бывший балтийский матрос Евгений Никонов. Останки были доставлены в речной порт, откуда на бывшем тральщике «Евгений Никонов», приписанном к тольяттинскому клубу юных моряков, были доставлены в Тольятти.
8 мая, после торжественного прощания, прах Героя был перезахоронен на его родине в Васильевке.

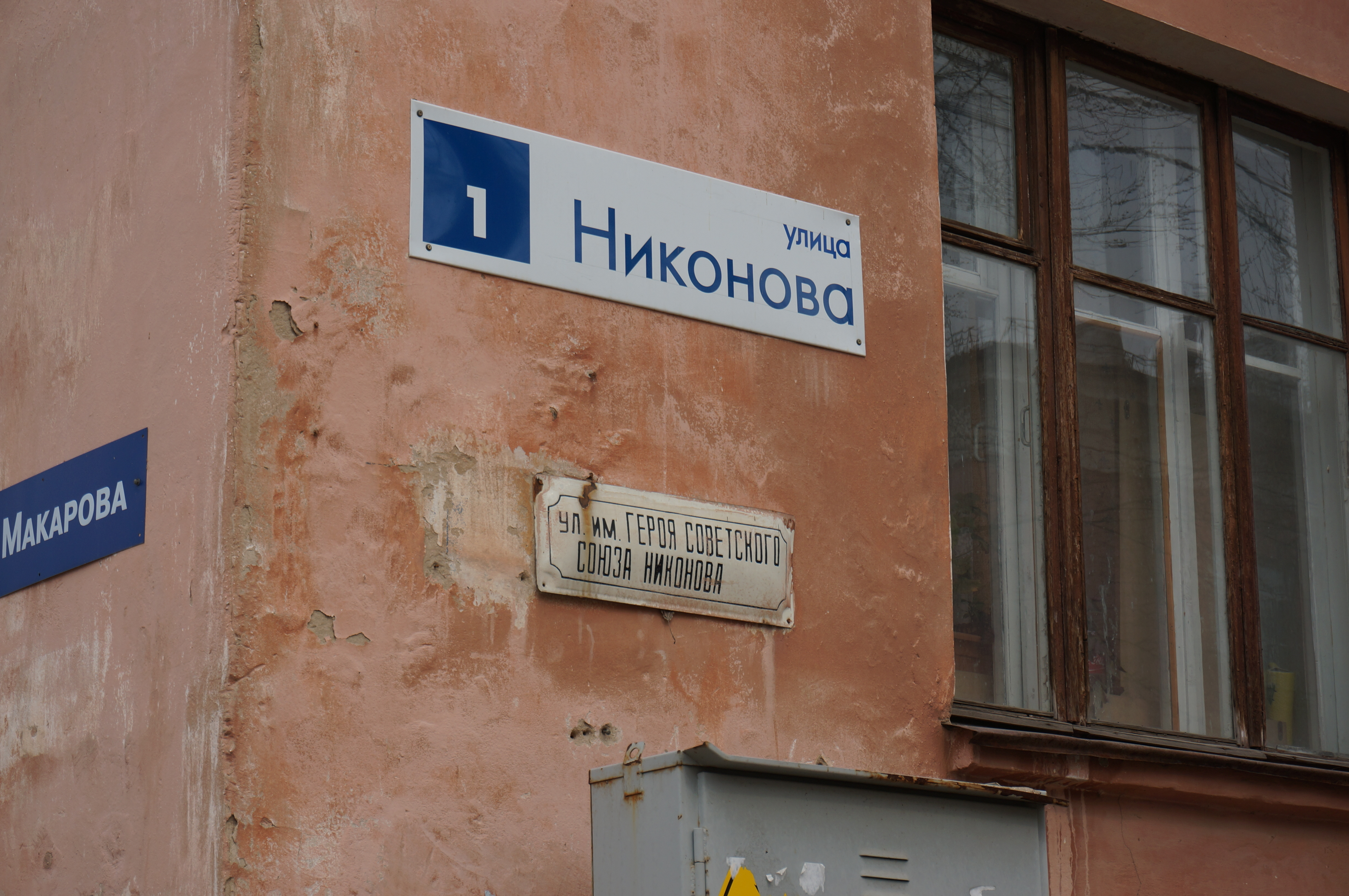
Пояснение названия улицы в честь Героя Советского Союза Евгения Никонова.
Ул. Никонова, д. 1, Тольятти

Однако в 2005 году появилась версия, что останки Никонова при перезахоронении в 1992 году якобы не были обнаружены, так как ранее были изъяты «эстонскими националистами», которые предложили обменять его на сведения о месте захоронения солдат из 20-й дивизии СС, расстрелянных после взятия Красной армией Таллина. Тогда делегация из Тольятти просто наполнила гроб землёй из могилы Никонова и привезла его.
Мемориальная плита, находившаяся на месте гибели моряка, в 1990-х годах была утрачена, но в середине 2000-х обнаружена в кустах неподалёку. «Союз неграждан Эстонии» обращался к президенту Эстонии Томасу Хендрику Ильвесу с предложением установить её на Военном кладбище Таллина рядом с «Бронзовым солдатом», но ответа не получил.

## Память
- Никонов навечно зачислен в списки воинской части[8].
- Его имя носили два корабля и два судна[9]:
  - тральщик «Евгений Никонов» проекта 253 (в 1955 году был передан ДОСААФ Тольятти)
  - тральщик «Евгений Никонов» проекта 266 (переименован из МТ-94 24 июня 1965 года, списан 19 марта 1992 года).
  - теплоход «Евгений Никонов» IMO7003582 (проект: 1574 тип: «Советский воин», сухогруз-лесовоз, среди моряков известен как «Фантомас»). Построен в 1969 году на Выборгском ССЗ для Северного морского пароходства. Продан 10.12.1996 и переименован в «Sea Glory I», флаг Сент-Винсент и Гренадины.
  - речной толкач проекта 749 «Герой Е. Никонов» (1961 года постройки)
- 19 марта 1951 года в Таллине в честь Евгения Никонова была переименована улица Соо. В независимой Эстонии улица вновь получила старое название
- По ходатайству командования Балтийского флота в парке Кадриорг было отведено место для сооружения памятника герою, туда же были торжественно перезахоронены останки Евгения Никонова, был даже перенесён обгоревший вяз с места казни. В 1960 году на могиле был установлен памятник работы скульптора Э. Хагги и архитектора Хейки Карро[2][10]. В 1991 году памятник был снесён[4]. Сейчас обезглавленный памятник установлен в парке замка Маарьямяги в Таллине. В 2020 году выдвигалось предложение по восстановлению скульптуры, однако поддержки со стороны музея оно не получило[11].
- Именем Никонова была названа школа № 7 Таллина. В независимой Эстонии школа лишилась своего имени.
- В Московском районе Нижнего Новгорода в 1957 году именем Евгения Никонова назвали улицу и школу № 68, где он учился. Позднее перед зданием школы установлен памятник работы скульптора Пурихова. В 1972 году в школе открыт музей героя. Была установлена мемориальная доска и на заводе, где работал Никонов. Имя Никонова носит одна из детских библиотек Московского района.
- В Самаре в Красноглинском районе 5 января 1978 года именем Героя Советского Союза Никонова, была названа улица[12].
- В городе Тольятти 13 ноября 1958 года в его честь переименована улица. В 1975 году на ней был установлен памятный знак Никонову, впоследствии заменённый мемориальным комплексом. В 1980 году появилась и площадь. В городе установлены памятники:
  - в школе № 19 (ныне лицей № 19) (также в лицее существует музей),
  - обелиск Славы(один из барельефов), расположенный на площади Свободы,
  - мемориал Е. А. Никонова — открыт 9 мая 1979 года в микрорайоне Шлюзовой на площади, которая носит его имя. Авторы: скульптор Мартынов Л. С., архитекторы Жуков В. И., Тимофеев И. К.
- В родном селе Васильевке также имеется улица Евгения Никонова, школа носит его имя, на кладбище, на месте перезахоронения, воздвигнут памятник.
- В городе Мамоново Калининградской области установлен памятник.

## Награды
- Герой Советского Союза (3 сентября 1957).
- Орден Ленина (3 сентября 1957).
- Орден Отечественной войны 1 степени.

## Образ в искусстве
Евгению Никонову посвящён одноимённый историко-патриотический фильм длительностью 20 минут, снятый в 1972 году режиссёром В. Спириным, а также фильм 2008 года «Евгений Никонов. Герою, не пришедшему с войны», смонтированный и озвученный библиотекарями нижегородской библиотеки в Московском районе.
В 2005 году библиотечной системой Нижнего Новгорода был выпущен поэтический сборник «Герою, не пришедшему с войны».